# Cette musique ne joue pour personne
Pour plus de détails, voir Fiche technique et Distribution.
Cette musique ne joue pour personne est une comédie franco-belge réalisée par Samuel Benchetrit et sortie en 2021.
Il est sélectionné au festival de Cannes 2021 dans la sélection « Cannes Première ».

## Synopsis
Dans une ville portuaire du nord de la France, des habitants isolés s'habituent peu à peu à la violence. Leur quotidien va cependant être soudainement bouleversé par l'art et l'amour. Jésus et Poussin doivent organiser une fête pour la fille de leur patron, patron qui traîne dans des affaires pas très claires. De son côté, Jacky, un autre homme de main, va découvrir le théâtre auprès d'une femme dont il tombe amoureux. Neptune, lui, se met à déclamer de la poésie.

## Fiche technique
Sauf indication contraire, les informations mentionnées dans cette section peuvent être confirmées par la base de données cinématographiques IMDb,  présente dans la section « Liens externes ».
- Titre original : Cette musique ne joue pour personne
- Titre international anglophone : Love Song for Tough Guys
- Réalisation : Samuel Benchetrit
- Scénario : Samuel Benchetrit et Gabor Rassov
- Photographie : Pierre Aïm
- Montage : Clémence Diard
- Son : Miguel Rejas
- Décors : Gaël Leroux
- Costumes : Charlotte Betaillole
- Production : Julien Madon
- Sociétés de production : Single Man Productions et Gapbusters ; coproduit par JM Films et Proximus Pickx[3] ; en association avec la SOFICA Sofitvciné 7
- Société de distribution : UGC (France)
- Pays de production :  France,  Belgique[4]
- Langue originale : français
- Genre : comédie romantique, film choral
- Durée : 1h47
- Dates de sortie :
  - France : 10 juillet 2021 (festival de Cannes - section « Cannes Première ») ; 29 septembre 2021 (en salles)

## Distribution
- François Damiens : Jeff de Claerke
- Ramzy Bédia : Neptune
- Vanessa Paradis : Suzanne
- Gustave Kervern : Jacky
- JoeyStarr : Jésus
- Bouli Lanners : Poussin
- Valeria Bruni Tedeschi : Katia
- Raphaëlle Doyle : Jessica
- Bruno Podalydès : le metteur en scène
- Constance Rousseau : Roxane
- Jules Benchetrit : Rudy
- Vincent Macaigne : Eric Lamb
- Thierry Gimenez : le professeur de poésie
- Jean-Louis Barcelona : Jean-Claude
- Christophe Reymond : Alain
- Fabienne Galula : une membre de la troupe de théâtre
- Gabor Rassov : un membre de la troupe de théâtre

## Production
Le tournage a lieu notamment en juillet 2019 à Longpont-sur-Orge dans l'Essonne ainsi qu'à Dunkerque.

## Autour du film
- Il s'agit du septième long métrage de Samuel Benchetrit, le cinquième coécrit avec Gabor Rassov, lequel tient en plus dans le film le petit rôle d'un membre de la troupe de théâtre.
- Pour créer les personnages du film, le cinéaste a pensé aux copains de son père, qui travaillait dans une usine de serrures[7].